# Рябченко, Степан Васильевич
Степан Васильевич Рябченко (укр. Степан Васильович Рябченко; род. 17 октября 1987, Одесса) —  украинский художник, работающий в области цифрового искусства, концептуальной архитектуры, скульптуры, графики, фотографии и световых инсталляций. Известен своими монументальными работами и видеоинсталляциями, в которых создаёт цифровую вселенную со своими героями и мифологией, а также визуализацией несуществующих образов, таких как компьютерные вирусы, электронные ветры, виртуальные цветы и т. д.

## Биография

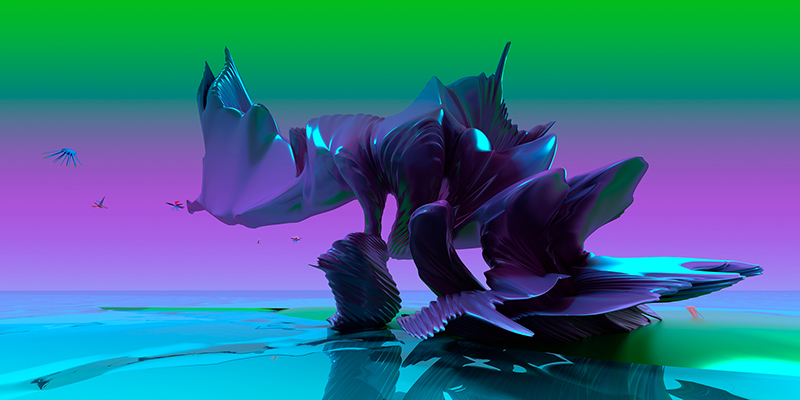
Степан Рябченко, «Охотник» (2020)

Степан Рябченко родился 17 октября 1987 года в Одессе в семье художников. Его отец, Василий Рябченко — один из ключевых художников современного украинского искусства и Новой украинской волны, дедушка Сергей Рябченко был советским и украинским художником-графиком.
С 2010 — член Национального союза художников Украины.
В 2011 году окончил Одесскую Государственную Академию Строительства и Архитектуры со степенью магистра архитектуры.
В конце 2015 года журнал Forbes включил его в рейтинг тридцати самых успешных молодых украинцев.
С 2020 года Степан Рябченко является главным куратором творческого объединения «Арт Лаборатория». Он также автор идеи и куратор масштабной международной выставки в виртуальном пространстве «Strange Time», которая была запущена 7 мая 2020 года в период COVID-19 карантина и развивается по принципу живого организма, пополняясь работами художников со всего мира и расширяя свои границы.
В 2020 году Степан Рябченко стал первым художником, которого пригласили представить Украину на международной биеннале Changwon Sculpture Biennale в Южной Корее.
В 2021 году он вошел в рейтинг 15-ти лучших цифровых художников мира по версии британского издания Electric Artefacts. В этом же году представлял Украину на Expo 2020 в Дубае.
В июле 2025 года Степан Рябченко был избран членом-корреспондентом отделения изобразительного искусства Национальной академии искусств Украины. Он стал самым молодым участником действующего состава Академии и её единственным представителем из Одессы.
Живёт и работает в Одессе.

## Творчество

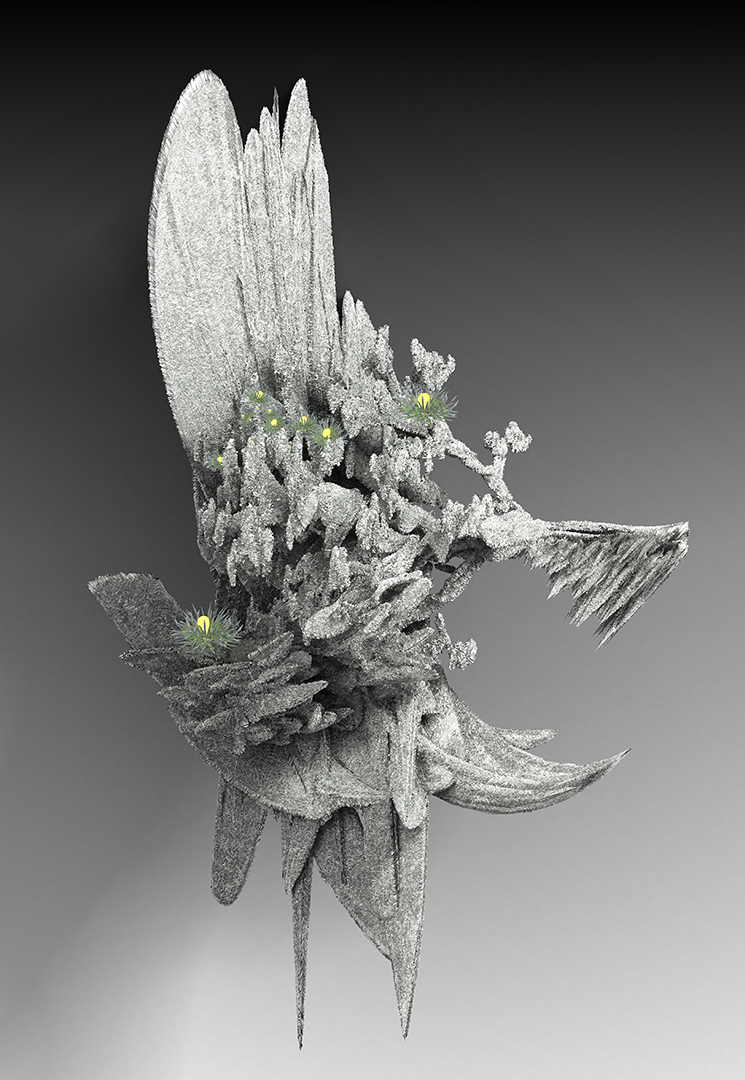
Степан Рябченко. "Chernobyl". Из серии «Компьютерные вирусы» (2011)

Степан Рябченко использует цифровые инструменты для создания своих художественных работ и проектов. Комбинируя фигуративный и абстрактный футуристический язык, он создает крупноформатные цифровые принты и компьютерную анимацию, которые являются «фрагментами» сконструированной им виртуальной вселенной. Часто предметом изображения становятся выдуманные растения и животные — сюрреалистического облика формы жизни, существующие по законам мира, созданного для них художником. Виртуальные ландшафты, в которых Рябченко разворачивает истории своих героев — самодостаточная многомерная цифровая реальность. Облик этого пространства далек от всего урбанного и техногенного, несмотря на свое технологическое цифровое происхождение. В работах другого направления Степан Рябченко исследует цифровой «антигероизм», визуализируя компьютерные вирусы. Используя одну из составляющих техногенного развития человечества как инструмент, художник апеллирует к теме отношений человека с виртуальным и естественным окружением.

## О художнике

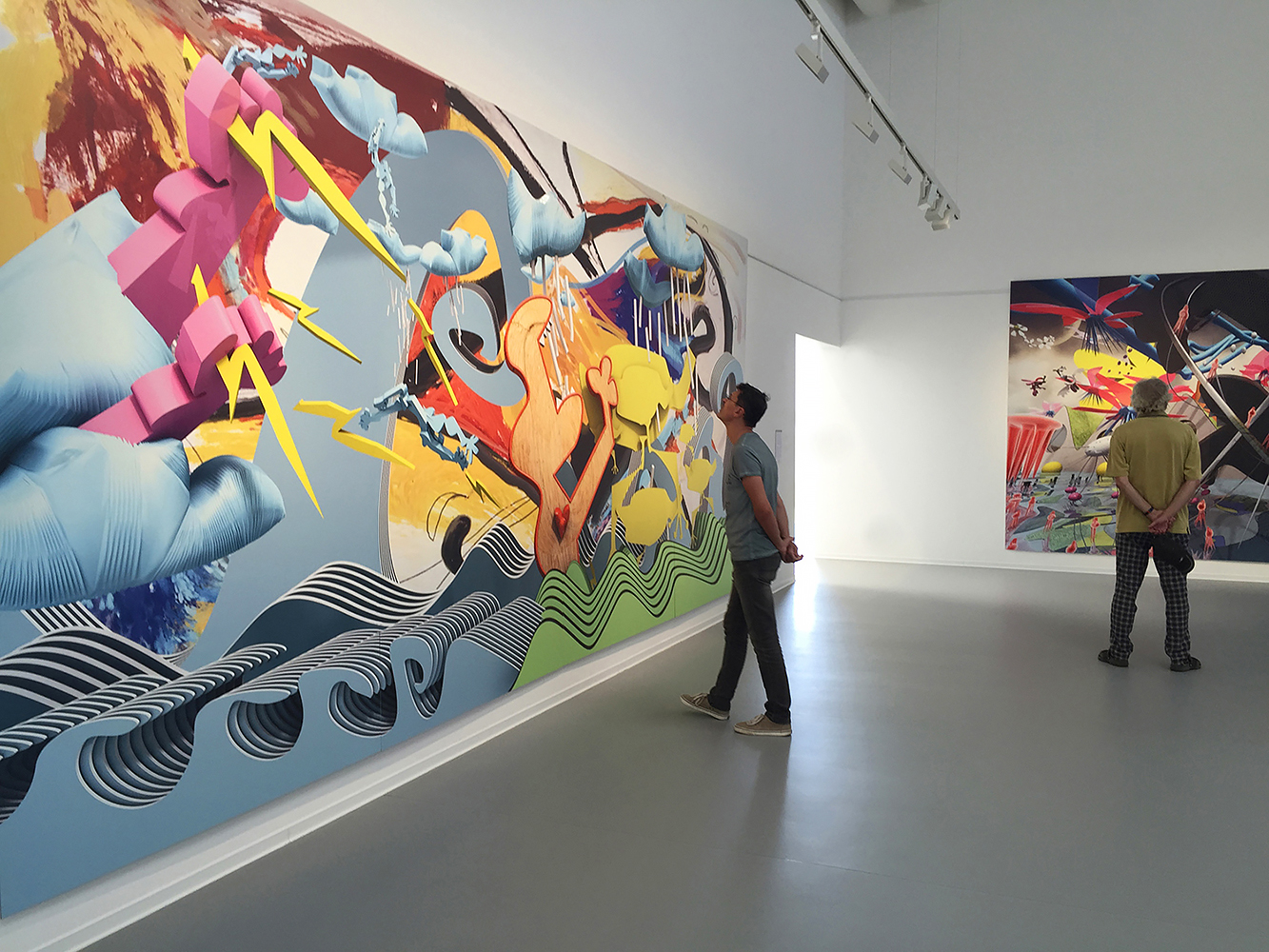
Работы Степана Рябченко на 3-й Дунайской биеннале в Danubiana-Meulensteen Art Museum

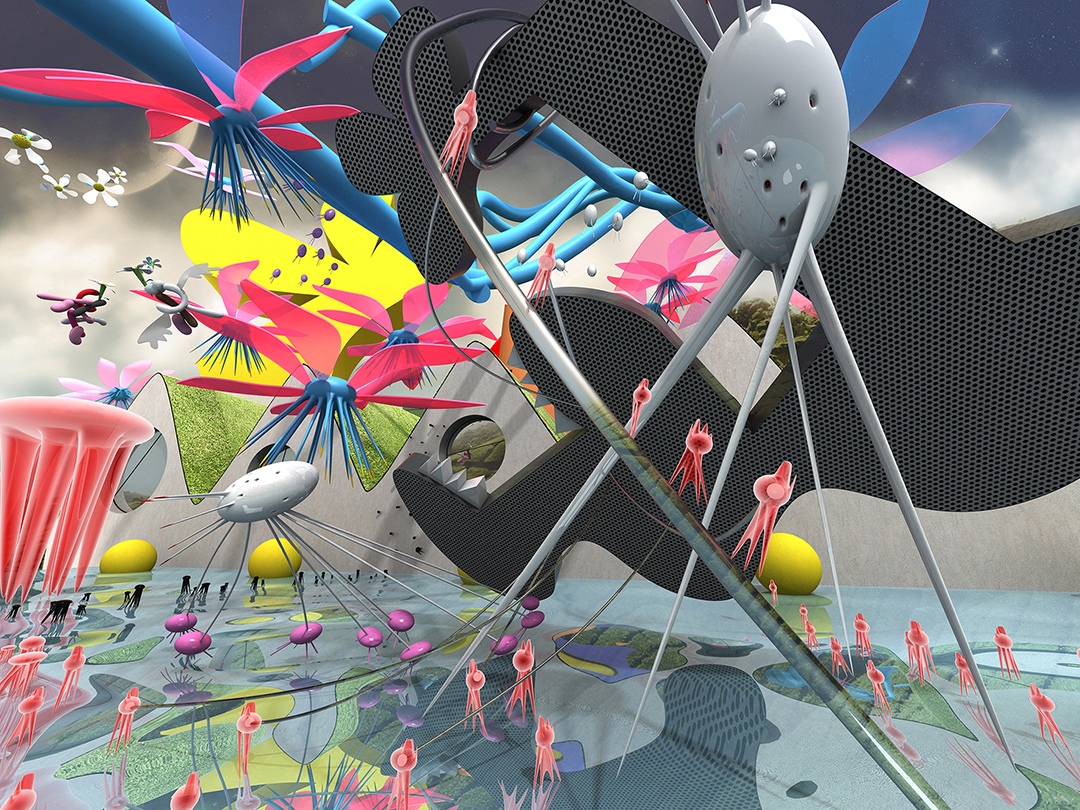
Степан Рябченко, «Искушение святого Антония» (2010)

Творчество одесского художника Степана Рябченко относится к тем явлениям, которые формируют пространство современного украинского искусства, определяют его просторы и интенции. Эстетика нового медийного искусства, в сфере которого работает художник, не только открывает иные измерения творчества, но и требует от мастера особых качеств: фантазии, чувства пространства и тех «метаморфоз изображения», которые раскрывают и наглядно демонстрируют удивительные связи между реальным и виртуальным, настоящим и вымышленным… Не случайно одной из тем, увлекающих художника, является «новая природа», где пересекаются мифы и вымыслы, впечатления от окружающего мира и другие, неожиданные его проекции.
Галина Скляренко, искусствовед, арт-критик, куратор
Степан Рябченко использует компьютерную графику во многих работах, которые балансируют между цифровым форматом и физической формой. Он исследует современный героизм и классическую мифологию. Он создает крупноформатные цифровые принты, представляя сконструированную вселенную, населенную монументальными героями в ярких цветных композициях, комбинирующих фигуративный и абстрактный футуристический язык. В работах другого направления он исследует цифровой антигероизм, разрабатывая физическую репрезентацию для чисто цифровой формы вируса - лицо компьютерного вируса.
Бйорн Гельдхоф, куратор

## Выставки

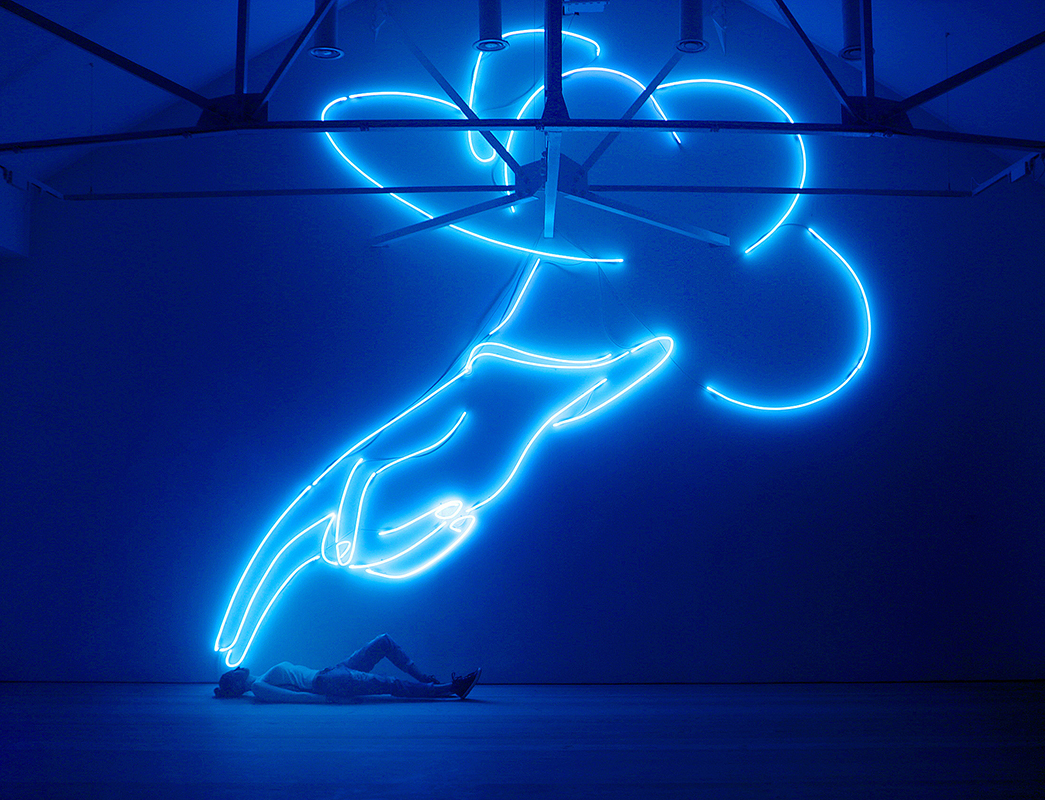
Инсталляция Степана Рябченко «Рука благословляющая» в Saatchi Gallery в Лондоне

Работы Степана Рябченко были представлены на многих международных выставках, в том числе в Музее Людвига (Будапешт), Albertina Modern (Вена), Moderna Galerija (Любляна), Королевском музее искусства и истории (Брюссель), Национальном музее искусств XXI века – MAXXI (Рим), Saatchi Gallery (Лондон), Krolikarnia (Варшава), Музее современного искусства (Загреб), музее современного искусства «Danubiana» (Братислава), Silkeborg Bad Art Centre (Силькеборг), в Манеже и Гостином дворе (Москва), Ars Electronica Center (Линц). Его произведения также широко экспонировались в Украине, в частности в ПинчукАртЦентре, Мыстецком Арсенале, Национальном художественном музее Украины, Одесском музее западного и восточного искусства, Национальном центре «Украинский дом», Центре современного искусства М17, Музее современного искусства Одессы, Институте проблем современного искусства и т. д.

## Коллекции

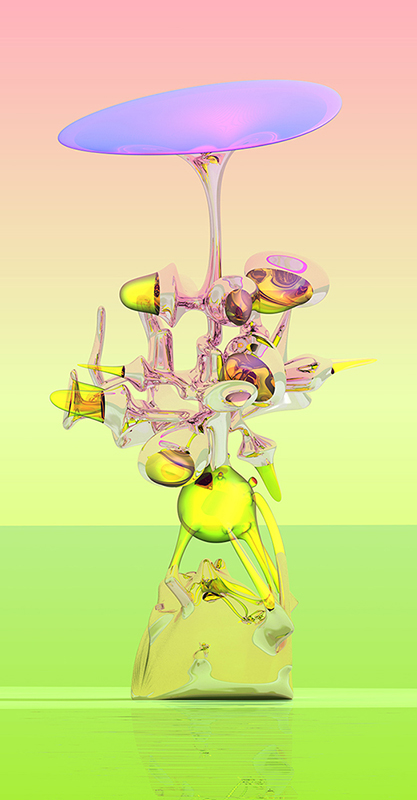
«Алхимикус Благоухающий», серия «Виртуальный сад» (2016)Из коллекции Одесского национального художественного музея

#### Публичные коллекции
- Art Collection Telekom | Deutsche Telekom (Бонн, Германия)[47]
- Danubiana-Meulensteen Art Museum (Братислава, Словакия)
- M17 Contemporary Art Center (Киев, Украина)[48]
- Институт проблем современного искусства (Киев, Украина)
- Одесский национальный художественный музей (Одесса, Украина)[49]
- Музей современного искусства Одессы (Одесса, Украина)[50]
- Черкасский художественный музей (Черкассы, Украина)
- Музей современного украинского искусства Корсакив (Луцк, Украина)[51]
- Парк современной скульптуры PARK3020 (Стрелки, Украина)

#### Приватные коллекции
Abramovych Foundation, Adamovskiy Foundation, Artsvit Gallery, Firtash Foundation, Grynyov Art Collection, Korban Art Foundation, Luciano Benetton Collection, Sky Art Foundation, Stedley Art Foundation, Triumph Gallery, Voronov Art Foundation, Zenko Foundation и другие.

## Премии

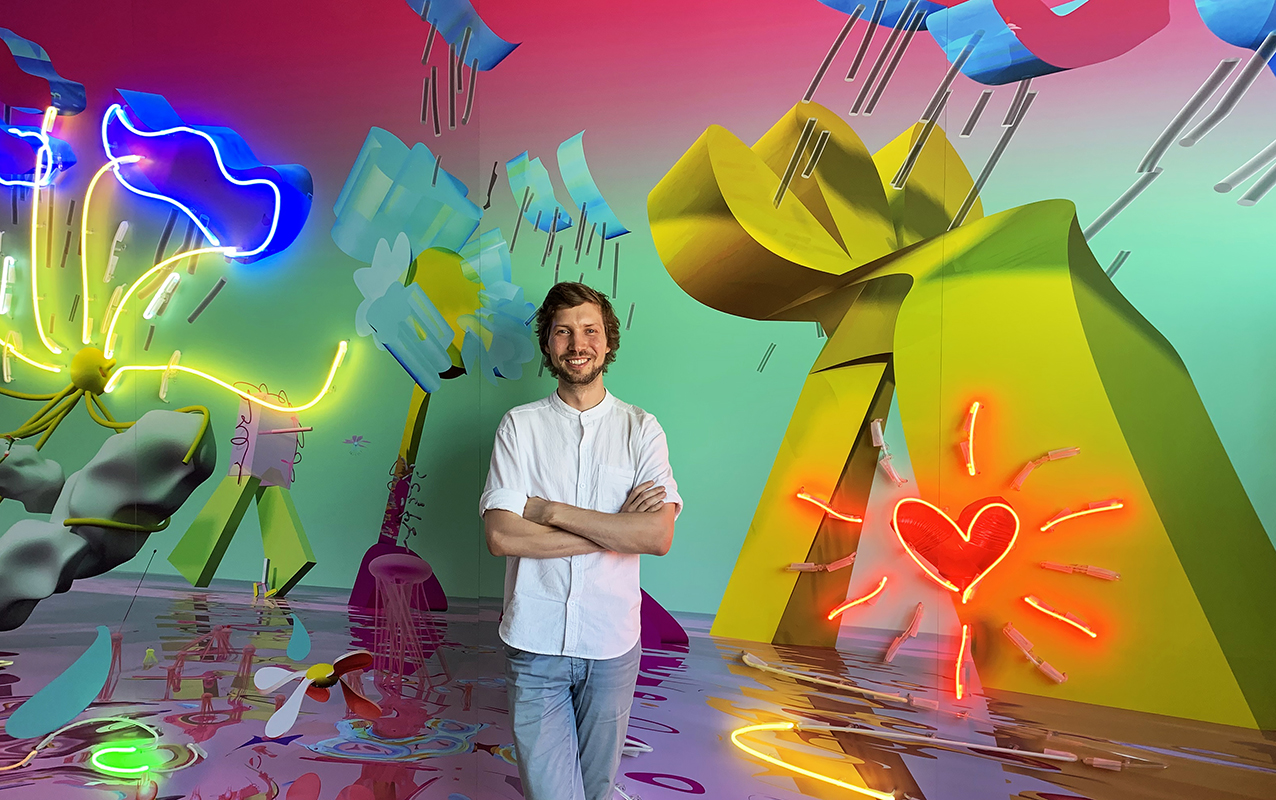
Степан Рябченко на фоне своей работы "Большая прогулка", 2019

- 2022 — Лауреат премии имени Михаила Божия в номинации «Монументальное искусство»[57].
- 2020 — Финалист международного конкурса Tampa International Airport Public Art Project[58].
- 2019 — Победитель международного конкурса на лучшую идею скульптуры-символа Международного аэропорта «Одесса»[59].
- 2012 — Лауреат международного конкурса современной скульптуры «Kyiv Sculpture Project»[60].
- 2011 — Номинант премии PinchukArtCentre[27].
- 2010 — Лауреат первого всеукраинского триеннале абстрактного искусства «АРТ-АКТ»[61][62].